# Combinat métallurgique de Magnitogorsk
Le Combinat métallurgique de Magnitogorsk (en russe : Магнитогорский металлургический комбинат, Magnitogorski metallourguitcheski kombinat) ou MMK, est une entreprise sidérurgique russe qui fait partie de l'indice RTS. En 2021, le chiffre d'affaires de la société s'élevait à 8 milliards d'euros.

## Filmographie
- Mikhaïl Schweitzer, Il est temps d'avancer, 1965
- Gabriel Tejedor, Kombinat, IDIP Films, 3 mars 2022, 1 h 26 min.

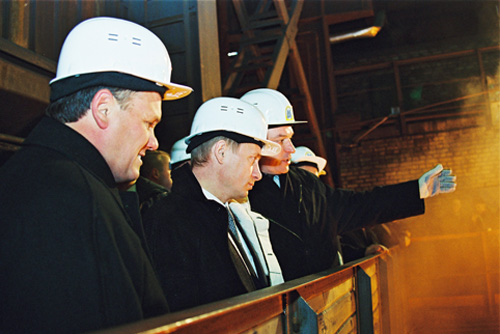
2000